# Джованни Монтекорвино
Блаженный Джованни из Монтекорвино или Иоанн Монтекорвинский (итал. Giovanni da Montecorvino; 1246, Монтекорвино-Ровелла, Кампания — 1328, Пекин) — францисканский миссионер, с которого начинается история католицизма в Китае и Индии, путешественник. Первый в истории архиепископ пекинский.

## Биография
Уроженец Южной Италии, фра Джованни впервые появляется в истории в 1272 году, когда он был направлен Михаилом VIII Палеологом к папе Григорию X для ведения переговоров о воссоединении церквей. С 1272 по 1289 годы он по поручению папы ведёт миссионерскую деятельность на Ближнем Востоке, главным образом, при персидском дворе монгольских ильханов из рода Хулагуидов.
В 1289 году папа Николай IV, убеждённый Раббан Саумой в благосклонности великого Кубла-хана к христианам, снабдил Джованни письмами к великому хану, к ильхану, татарским мурзам, армянскому царю и патриарху иаковитов, поручив ему двигаться в сторону Китая, где в то время жил Марко Поло. Сопровождали его доминиканец Николай из Пистойи и купец Пьетро ди Лукалонго.
Побывав при дворе ильханов в Тебризе (где имелась францисканская миссия), путешественники сели в Ормузе на корабль и в 1291 году отплыли в Индию. В окрестностях Мадраса («страна апостола Фомы») Джованни схоронил своего спутника Николая и за 13 месяцев обратил в христианство более сотни индийцев. Его послание об Индии, написанное в декабре 1292 года, — первое в Европе описание Коромандельского берега.
Поклонившись предполагаемой могиле св. Фомы в Майлапуре, неутомимый францисканец в 1294 году морем добрался до Ханбалыка (Пекин), столицы великого хана. Там он узнал, что Кубла-хан только что умер, а его место на престоле заступил Тэмур. Несмотря на противодействие пекинских несториан, он развернул бурную миссионерскую деятельность, построил первую католическую церковь в Китае (1299), а шесть лет спустя ещё одну, прямо напротив императорского дворца.
Как следует из составленных Джованни писем на родину от 8 января 1305 и 13 февраля 1306 годов, за 12 лет жизни в Китае он изучил местный язык, перевёл на китайский и монгольский Новый Завет и Псалтырь, выкупил из рабства полторы сотни мальчиков, выучил их греческому и латыни, чтобы они могли петь псалмы и гимны в двух храмах Пекина. За несколько лет до написания писем к нему присоединился ещё один францисканец, Арнольд Кёльнский.
Папа Климент V был настолько польщён успехами католической веры на другом конце континента, что в 1307 году направил в помощь Джованни семь францисканских епископов с поручением возвести его в архиепископский сан. До Китая из них добрались трое; ещё трое выехали из Рима в 1312 году. В житийной литературе Джованни приписывается основание миссии в Сямэньской гавани напротив Формозы и обращение в христианство императора Хайсана. Одним из последних европейцев, посетивших престарелого миссионера в Китае, был каноник Одорико Порденоне.
После смерти Джованни в 1328 году католическая церковь сохраняла присутствие в Китае на протяжении сорока лет, до восстания Красных повязок, носившего националистический и ксенофобский оттенок. В 1336 году папа Бенедикт XII принимал в Авиньоне состоявшее из генуэзцев посольство от великого хана. В ответ на просьбу о направлении в Китай новых настоятелей, Бенедикт в 1338 году выслал в Китай 50 клириков. В 1353 году один из них, Джованни Мариньоли, вернулся в Рим и привёз с собой письмо юаньского императора к папе Иннокентию VI.

## Источник
- Lauren Arnold. Princely Gifts and Papal Treasures: The Franciscan Mission to China and Its Influence on the Art of the West, 1250—1350. — Desiderata Press, 1999.